# Étienne de Grospain
Étienne de Grospain ou Gros-Pain né à Ornans dans le Comté de Bourgogne vers 1490 et mort vraisemblablement en 1556, est un militaire comtois au service de Charles Quint qui participa victorieusement à la bataille de Pavie.

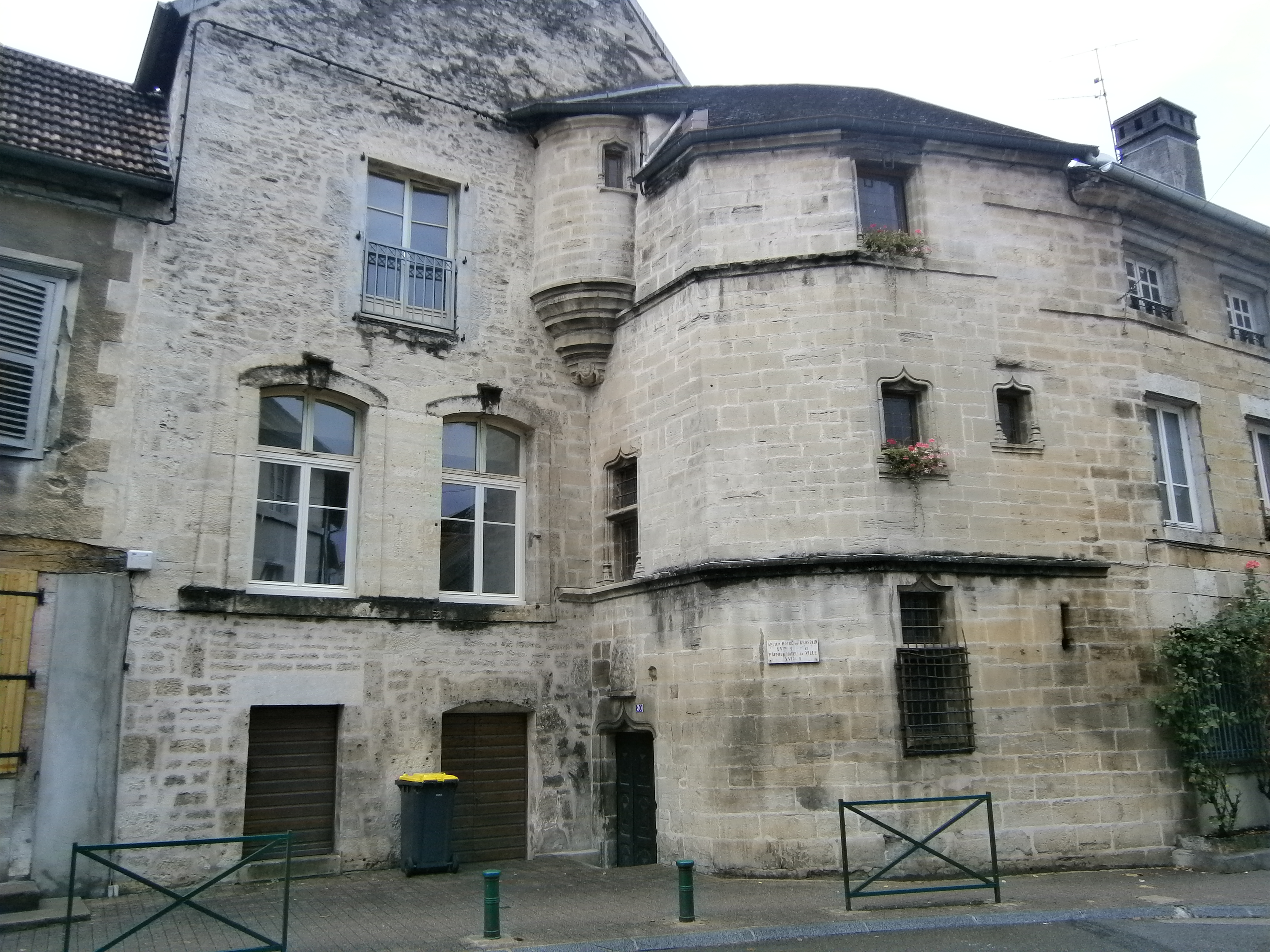
Hôtel de Grospain à Ornans

## Biographie
Étienne naît vraisemblablement vers 1490 à Ornans de D'Othenin de Grospain, seigneur de Palantine, nommé exécuteur testamentaire de Catherine d'Épenoy en 1513.
Étienne, rentre au service de l'empereur et devient gentilhomme de sa maison et capitaine de chevaux-légers. À la bataille de Pavie, il combat aux côtés de Jean d'Andelot, contribuant à la capture de François Ier lors de la bataille. Il fut chargé par le souverain, d'annoncer lui-même la nouvelle de la victoire à Malines auprès de Marguerite d'Autriche,.
Il effectue, ensuite, plusieurs missions au nom de l'empereur notamment à Besançon. Il vit dans son hôtel particulier d'Ornans, ou l'on retrouve plusieurs archives le mentionnant dans des dons ou des transactions financières. Il se marie avec Marguerite de Perrenot, la sœur de Nicolas de Grandvelle.
Il semble s'éteindre vers 1556, probablement à Ornans. Il laisse comme écrit , une description de son hôtel particulier.